# Sierras de Ybycuí
La sierra de Ybycuí es un macizo situado en el centro y este del Departamento de Paraguarí, República del Paraguay, que forma parte de la Meseta Brasileña. Se extiende desde la Cordillera de los Altos hasta la desembocadura del Rio Tebicuary Mí con el Río Tebicuary. Entre sus elevaciones se encuentran los cerros Ybycuí, Simbrón, Acahay, Ybytymí, entre otros.